# Francesco Buonamici (Architekt)

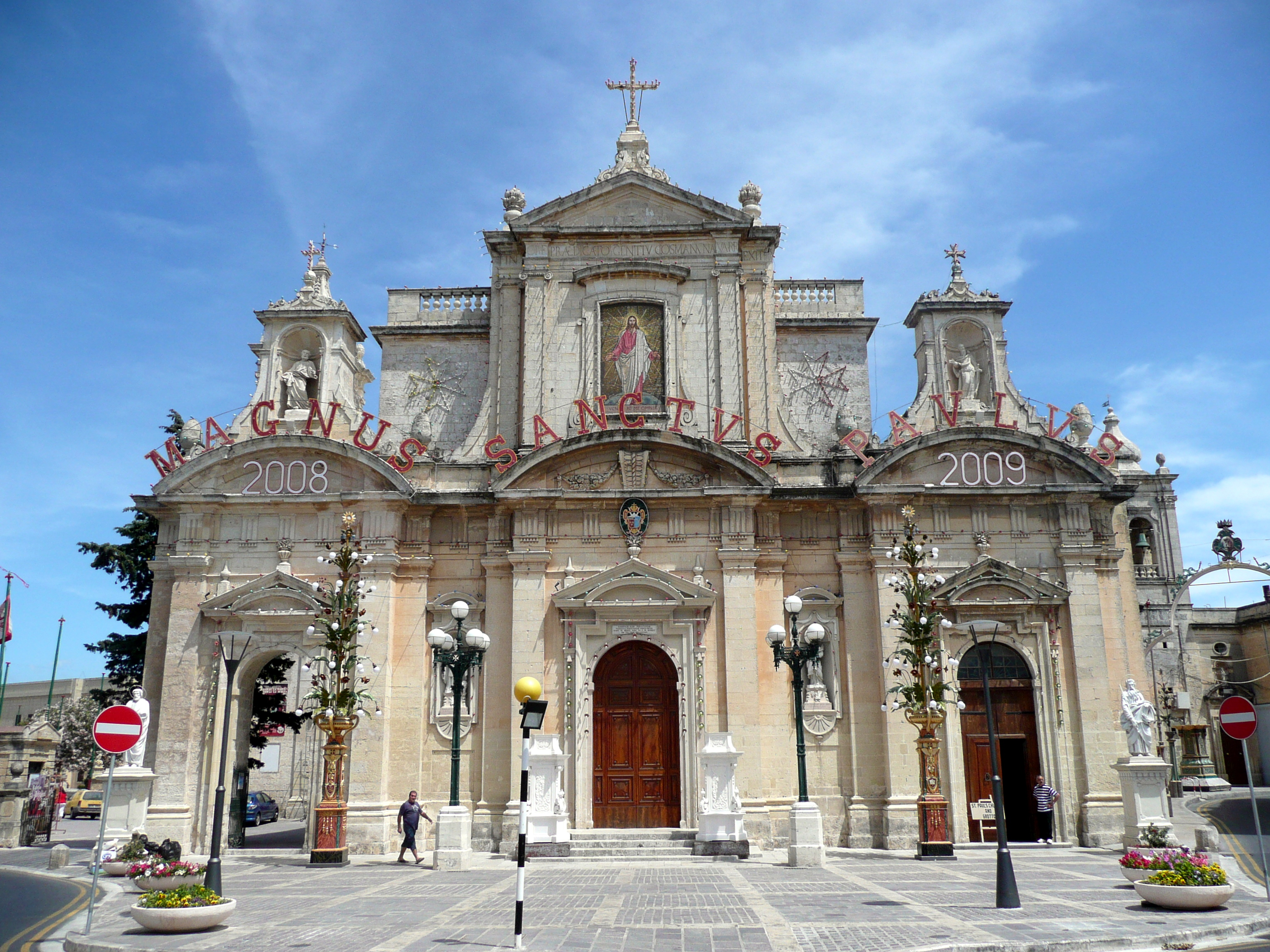
Kollegiatkirche St. Paul in Rabat

Francesco Buonamici (* 1596 in Lucca; † 26. Juni 1677 ebenda) war ein italienischer Architekt und Maler des Barock, der vorwiegend auf Malta wirkte.

## Leben
Im September 1635 kam der Architekt und Maler Francesco Buonamici aus Lucca im Gefolge von Festungsbaumeister Pietro Paolo Floriani nach Malta. Die Gruppe sollte für den Großmeister Antoine de Paule die Festungen ausbauen und stand unter dem Schutz des Kardinals Francesco Barberini, des Neffen von Papst Urban VIII. Der päpstliche Legat Fabio Chigi förderte sie vor Ort. 1638 wurde er zum Ritter des Malteserordens erhoben.
Buonamicis Werke sind die Renovierung der zerstörten Jesuitenkirche mit dem Kolleg in Valletta sowie die Kirche dell’Anima/San Nicolas in Valletta und die San Paolo mit dem Wignacourt Kolleg in Rabat. Ab 1659 war er wieder in Lucca. Schon vorher wirkte er um 1650 in Syrakus beim Domausbau mit. Seine Stellung auf der Insel nahm Mattia Preti ein. Ein Schüler war der Malteser Lorenzo Gafà, der die Pläne in Rabat umsetzte.
Sein Grab liegt in der Chiesa del Suffragio von Lucca.

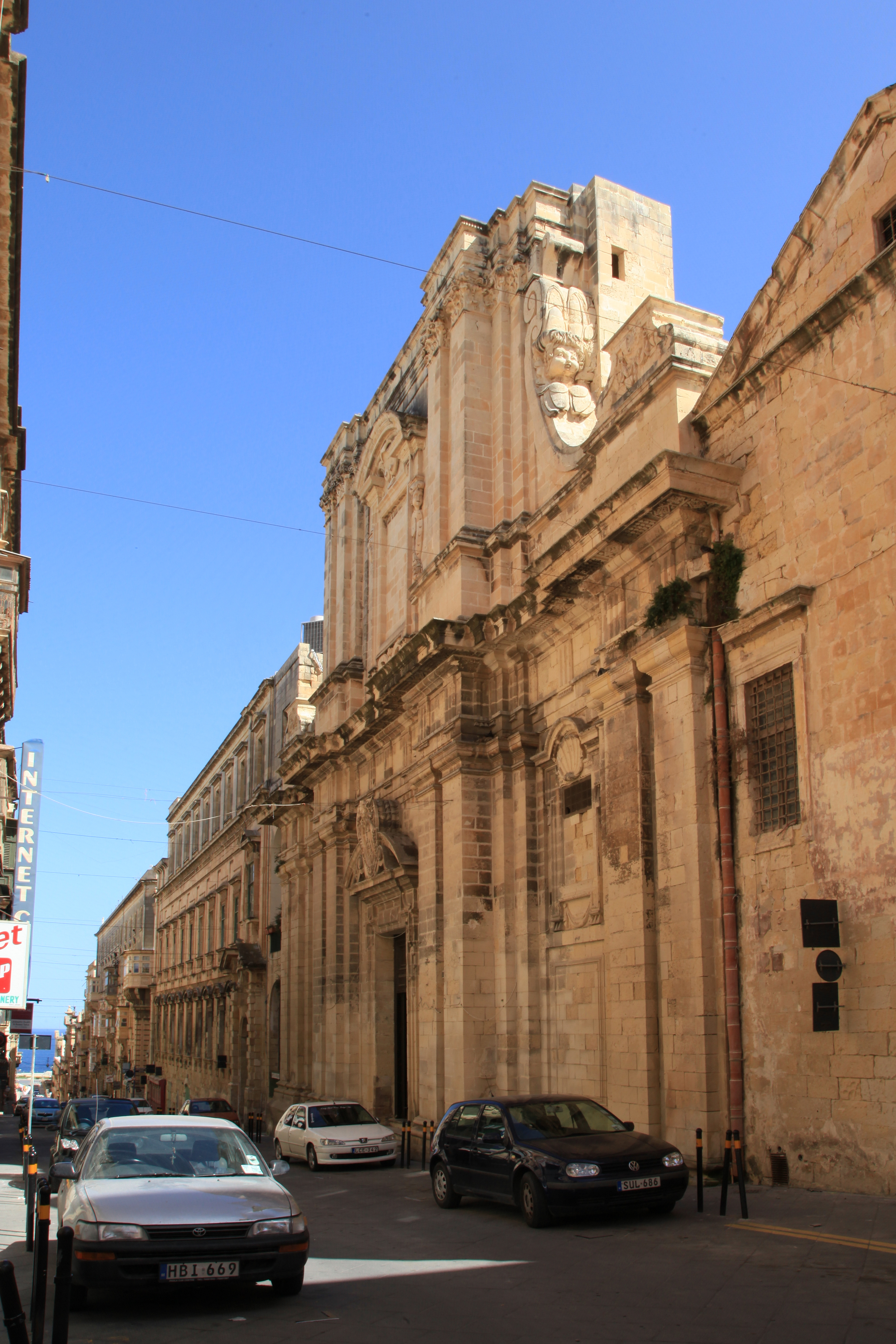
Jesuitenkirche in Valletta

## Einzelbelege
1. ↑  An architect in context F. B.

| Personendaten    | Personendaten                     |
| ---------------- | --------------------------------- |
| NAME             | Buonamici, Francesco              |
| ALTERNATIVNAMEN  | Bonamici                          |
| KURZBESCHREIBUNG | italienischer Architekt und Maler |
| GEBURTSDATUM     | 1596                              |
| GEBURTSORT       | Lucca                             |
| STERBEDATUM      | 26. Juni 1677                     |
| STERBEORT        | Lucca                             |